# Hatboro
Hatboro est un borough situé à l'est du comté de Montgomery, en Pennsylvanie, aux États-Unis,. En 2010, il comptait une population de 7 360 habitants, estimée au 1er juillet 2020 à 7 912 habitants. Le borough est incorporé le 26 août 1872.

## Démographie
Lors du recensement de 2010, le borough comptait une population de 7 360 habitants. Elle est estimée, en 2020, à 7 912 habitants.

### Source de la traduction
- (en) Cet article est partiellement ou en totalité issu de l’article de Wikipédia en anglais intitulé « Hatboro, Pennsylvania » (voir la liste des auteurs).